# Маринирање меса
Маринирање меса је посебан начин припреме меса неколико сати пре печења којим се добија бољи укус и сочност меса. Маринада је често специфичност различитих кухиња које за маринирање користе локалне или традиционалне зачине, па након припреме иста врста меса поприма различити изглед мирис и укус.  Маринада, може бити или кисела (направљена од састојака попут сирћета, лимуновог сока или вина) или ензиматска (направљена од састојака попут ананаса, папаје, јогурта или ђумбира) или неутралног пХ.  Поред ових састојака, маринада често садржи уља, зачинско биље и зачине за додатну арому прехрамбених производа.
Маринада се обично се користи за ароматизацију хране и за омекшавање оштријих комада меса. Процес може трајати више минута или више дана. Маринаде се разликују од кухиње до кухиње. На пример, у индијској кухињи маринада се обично припрема са мешавином зачина.
Маринирање је слично припреми туршије осим што  маринада углавном не укључује значајну количину киселине и соли. Иако је маринирање слично кисељењу (које се обично врши много дуже), и намењено је првенствено као средство за очување хране, маринирање обично траје само неколико сати дневно, и углавном се користо као средство за побољшање укуса и мекоће хране.

## Опште информације
Свежа нана (мента), сок од лимете и шећер - то звучи као да је намењено за стварање тропског пића. Али такође чини основу за лаку маринаду и сос за потапање која храни дочарава  укусе Мексика, Кариба или јужног Пацифика.
Нана је зачин дивно свеж укус који се посебно слаже са летњом храном. Преко 30 врста расте самоникло широм света, па је нану лако узгајати у сопственој башти. Свежа нана је сада доступна у продавницама прехрамбених производа и на пијацама. Најпопуларније врсте менте  су метвица и пеперминт. Док су Американци склони да је користе у десертима и бомбонима, други делови света користе метвицу у салатама, маринадама, сосевима и сланим јелима.
Биље, укључујући менту, као и зачини и бели лук, садрже фитохемикалије које штите здравље, па их употреба као ароматичних средстава чини савезником са осталом храном током оброка.
У многим сосевима са јаким или зачињеним укусима користе се мента, бели и црни лук и црвена паприке, кремаста течност (на пример, кокосово млеко у деловима Азије)   за везивање и поправљање укуса. 
И јогурт без масти испуњава ту функцију без додавања непотребних масноћа. Коришћен у маринади, јогурт помаже да се месо омекша, нарочито ако има времена да оствари своју магију - пола сата за исечене комаде, сат или више за велике комаде, као што су пилећа прса.
Месо које се маринира пре кувања има богатији, сложенији укус од меса које се служи једноставно са сосом за преливање током јела.

## Припрема
Месо које се спрема неколико сати раније маринирањем прво се посоли, а онда оставља да одстоји преко ноћи у маринади  или пацу. Месо се обично маринирамо из два разлога - да додамо укус и да га омекшамо. Маринирање ће пружити месу богат укус,  а већина маринада може добро да послужи и као сос, који се сипа на месо након завршетка печења. На тај начин, омогућено је да месо буде изузетно сочно.

### Припрема маринаде
За прављење маринаде најчешће се користе следећи састојци:
- Уље (сунцонкретово или маслиново), које је основа маринаде.
- Киселина (попут лимуновог сока, вина или сирћета). Ово помаже да се поправи укус маринаде.
- Сезонски зачини по личном избору.
- Морска со, јер она побољшава укус и помаже месу да задржи довољно влаге док се пече.

Према жељи у маринаду се могу, додати и други састојци: бели лук, жалфија, кумин, сенф, соја сос, паприка - чак и кечап од парадајза у малим дозама, рузмарин. 
- Маринирање месу даје бољи укус и сочност

## Превентивне мере
Сирова свињетина, морски плодови, говедина и живинско месо могу садржати штетне бактерије које могу контаминирати маринаду. Маринирање треба обавити у фрижидеру да би се спречио раст бактерија. 
Од коришћене маринаде не сме се правити сос (прелив за месо) уколико се маринада не прокува непосредно пре употребе. У супротном треба користити свежу или одвојену маринаду која није била у контакту са месо.
Посуде које се користи за маринирање треба да буде стакло, керамика или пластика намењена за чување хране. Метал, укључујући и керамичке глазуре које могу садржати олово, не треба користити јер киселина из маринаде реагује са облогом  и такве посуде треба га избегавати.

## Добре стране маринаде
Смањење ризика од појаве рака
Печење протеина на високој температури може довести до стварања хетероцикличних амина (ХЦА). Према Националном институту за истраживање рака, такве супстанце представљају повећан ризик од изложености раку. Маринирање протеина може се смањити овај ризик за чак 95%, јер маринада ствара  препреке за кување на високим температурама. Времена маринирања потребна за смањење стварања ХЦА може бити минимум 20 минута.